# Organització Mundial del Turisme

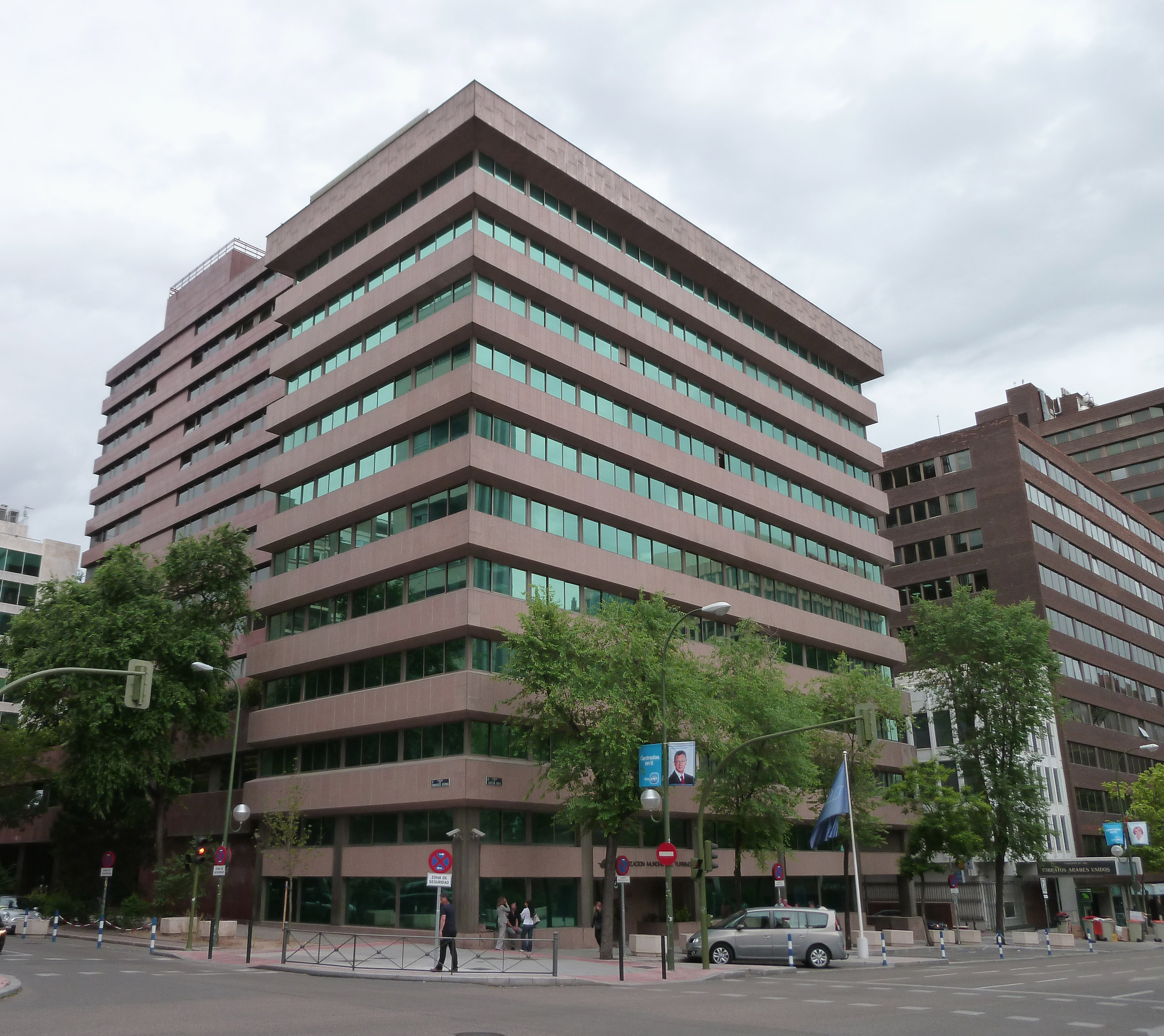
Seu de l'Organització Mundial del Turisme, a Madrid.

L'Organització Mundial del Turisme, OMT és l'agència especialitzada de les Nacions Unides i l'organització internacional principal de la indústria del turisme, que funciona com a fòrum global per discutir temes i polítiques relacionades amb el turisme. Té un paper central i decisiu en la promoció i el desenvolupament del turisme responsable, sostenible i universalment accessible, posant atenció especial als interessos dels països en vies de desenvolupament. També promou la implementació del Codi d'Ètica Global pel Turisme que vol assegurar que el turisme maximitzi els beneficis positius econòmics socials i culturals i alhora minimitzi els impactes socials i ambientals negatius. En són membres 160 països i territoris, i més de 350 membres afiliats.2019 Té la seu a Madrid, Espanya.
Va ser creada el 1974 per a succeir a la Unió Internacional d'Organismes Oficials de Turisme (UIOOT). Els estatuts ratificats per 51 països de l'organització entraren en vigor l'any següent. Al voltant de 1997, Bèlgica, Estats Units i Canadà es van retirar.
Els membres es categoritzen en efectius (països), associats (territoris o grups de territoris sense responsabilitat de les relacions exteriors) i afiliats (empreses i organitzacions). Cada dos anys els membres delegats i els membres afiliats celebren l'assemblea general.
El finançament de l'organització es basa en les contribucions dels membres efectius, segons el desenvolupament econòmic i la importància del turisme.